# Himantolophus pseudalbinares
Himantolophus pseudalbinares is een straalvinnige vissensoort uit de familie van voetbalvissen (Himantolophidae). De wetenschappelijke naam van de soort is voor het eerst geldig gepubliceerd in 1988 door Bertelsen & Krefft.